# Metalepsis salicarum
Metalepsis salicarum är en fjärilsart som beskrevs av Walker 1857. Metalepsis salicarum ingår i släktet Metalepsis och familjen nattflyn. Inga underarter finns listade i Catalogue of Life.